# Sông Tweed
Sông Tweed (tiếng Anh: River Tweed, hoặc Tweed Water (tiếng Gael Scotland: Abhainn Thuaidh, tiếng Scots: Watter o Tweid, tiếng Wales: Tuedd), là một con sông dài 97 dặm (156 km) chảy theo hướng đông qua vùng biên giới ở Scotland và bắc Anh. 
Tweed lấy tên của nó từ sự liên kết của nó với sông Tweed.
Sông Tweed là một trong những con sông cá hồi lớn của Anh và là con sông duy nhất ở Anh mà Cơ quan Môi trường không cần phải có giấy phép câu câu cá. Con sông tạo ra thu nhập lớn cho khu vực biên giới địa phương, thu hút những người câu cá từ khắp nơi trên thế giới, đóng vai trò là một trong những con sông cá hồi tốt nhất ở Scotland. Tweed là một tên Tiếng Brythonic (Celtic) có nghĩa là "biên giới".